# Palaemnema collaris
Palaemnema collaris – gatunek ważki z rodziny Platystictidae.